# БМП-1ЛБ
БМП-1ЛБ (телескопія від БМП-1 та МТ-ЛБ) — українська бойова машина піхоти (БМП) на базі МТ-ЛБу, що з'явилась під час російського вторгнення в Україну з 2022 року через дефіцит бронетехніки. БМП-1ЛБ стала першою гусеничною БМП, що серійно виготовляється в Україні.

## Опис
Машина виготовляється з корпусів МТ-ЛБу, що перебувають у відстійниках. Ці корпуси повністю перебираються, оснащуються додатковим бронюванням і великими десантними дверима в задній частині корпуса.
На корпус установлюється дистанційний бойовий модуль з 14,5-мм кулеметом КПВТ з тепловізійним прицілом.
Одна машина станом на вересень 2023 коштувала 14 млн гривень, або ж 380 тисяч доларів США.

## Історія
Машину було створено під час російського вторгнення в Україну з 2022 для забезпечення бронетехнікою новостворених бригад і компенсації втрат в інших підрозділах. Вперше було помічено такий зразок у червні 2023 року, покинутий в боях під Кремінною.
Початковий досвід експлуатації свідчить про те, що машина є дуже сирою та має багато недоліків, які поступово виправляються. За інформацією «Мілітарного», машини є ненадійними й часто ламаються. Двигуни та ходові страждають від перевантаження, відтак машина є повільною та не дуже прохідною. Бойовий модуль теж не є надійним: КПВТ чутливий до забруднень, тож відкрита установка робить його вразливим — а через відсутність допоміжного озброєння зламання кулемета залишає машину беззбройною.